# Henk den Boer
Hendrik Johannes (Henk) den Boer (Rotterdam, 2 september 1919) was een Nederlands voetballer en trainer. Hij speelde vrijwel zijn gehele carrière voor Sparta met een halfjarig uitstapje als profvoetballer bij FC Nancy.

## Loopbaan

### Beginjaren
Hij meldde zich op twaalfjarige leeftijd als lid bij Sparta. In de junioren speelde hij voornamelijk op het middenveld. Op 22 maart 1936 maakte hij als zestienjarige invaller zijn competitiedebuut in de derby tegen Xerxes. In het volgende seizoen 1936/37 werd hij basisspeler. Hij stond meestal opgesteld als centrumspits maar ook als aanvaller op de linkerflank. In zijn derde jaar, het seizoen 1938/39, werd hij met dertien treffers voor het eerst clubtopscorer wat hij in totaal acht keer werd.

### Oorlogsperiode
Sparta beleefde onrustige tijden in de oorlog. In het seizoen 1941/42 kende de club een goede start maar verloor de laatste drie duels voor de jaarwisseling. In januari 1942 dreigde er een leegloop. Den Boer was een van de spelers die de club wilde verlaten. Hij vroeg overschrijving aan naar Picus in Eindhoven. Maar hij trok zijn overschrijving weer in en bleef bij Sparta dat in het seizoen 1943/44 veel personele problemen kende. Om uiteenlopende redenen waren veel spelers in dit oorlogsjaar niet inzetbaar.
Toch slaagde Sparta er telkens in zich te handhaven in de Eerste klasse.
Den Boer werd na de bevrijding gekozen in Rotterdams elftal.

### Dreigende degradatie
Direct na de viering van het zestigjarig jubileum in 1948 maakte Sparta een moeilijk seizoen door. 
Den Boer miste vanwege ziekte de eerste competitiehelft waarin hekkensluiter Sparta geen enkele keer won (twee gelijke spelen en acht nederlagen). Hij maakte zijn rentree op 15 januari 1949 in de met 0-1 verloren thuiswedstrijd tegen De Volewijckers.
Den Boer speelde nog zes duels mee maar kon zijn club niet van de laatste plaats afhelpen. 
Sparta moest nacompetitie spelen tegen DWV, Stormvogels en ZFC om degradatie te voorkomen. Daarin slaagde de club op het nippertje.
Na een haperende start met drie gelijke spelen volgden drie overwinningen op rij. Den Boer nam met vier treffers de helft van de Sparta-score in de nacompetitie voor zijn rekening.

### Frankrijk
In het najaar van 1950 ging hij in op een aanbieding van FC Nancy om als profspeler in de hoogste Franse divisie aan de slag te gaan. Hij speelde op 5 november 1950, uit tegen RBC, zijn laatste wedstrijd voor Sparta. Hij was op dat moment met acht goals in de eerste acht competitieduels topscorer van de Rotterdammers. 
Hij tekende een contract voor een half jaar bij Nancy. Hij maakte eind december 1950 zijn debuut maar hij raakte zijn basisplaats vrij snel kwijt en speelde enkele maanden bij de reserves.
Hij besloot in de zomer van 1951 terug te keren naar Nederland. Oud-profspelers moesten vaak twee jaar of nog langer wachten voordat ze weer in de Nederlandse KNVB-competitie mochten uitkomen.
Den Boer werd trainer van de amateurvereniging BEC uit Delft. Na drie jaar stapte hij in 1954 over naar ONA in Gouda. 

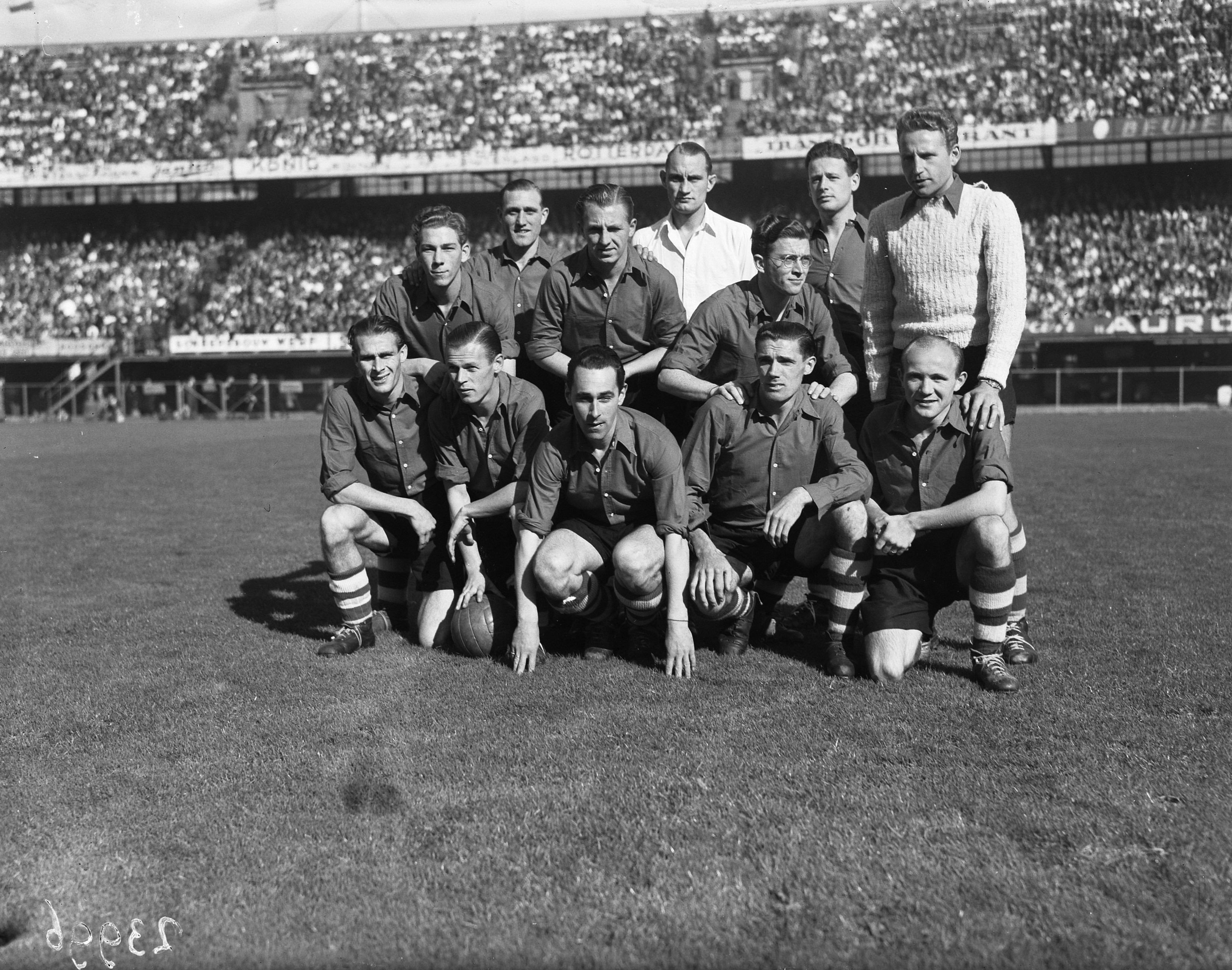
Den Boer, knielend 2e van rechts, met Sparta in De Kuip voor stadsderby tegen Feijenoord (5 oktober 1947).

### Rentree Sparta
Op 35-jarige leeftijd besloot hij toch weer te gaan voetballen bij zijn oude club Sparta. Hij stopte in oktober 1954 als trainer bij ONA en hij trok zijn voetbalschoenen weer aan.
Na vier jaar afwezigheid vierde hij op 14 november 1954 zijn comeback in de uitwedstrijd tegen Eindhoven. Het was de allerlaatste wedstrijd van Sparta in de afgebroken KNVB-competitie. Henk den Boer vierde bij zijn rentree een persoonlijk succesje. Hij scoorde eenmaal en gaf twee assists aan Tonny van Ede die de andere twee treffers scoorde (1-3 zege).
Na de fusie tussen de twee voetbalbonden ging twee weken later de nieuwe profcompetitie onder de vlag van de KNVB van start. 

### Afscheid
Met Sparta behaalde hij in het volgende seizoen 1955/56 de titel in de Hoofdklasse A. Sparta had zich versterkt met aanvaller Wim van der Gijp van SC Emma en de Xerxes-spelers Ad Verhoeven en Pim Visser. Trainer Denis Neville deed na de winterstop niet vaak meer een beroep op de routinier. 
Henk den Boer vond het na afloop van het seizoen als bijna 37-jarige welletjes. Na zestien seizoenen bij Sparta stopte hij. Op 15 april 1956, ruim twintig jaar na zijn debuut, speelde hij zijn laatste wedstrijd voor Sparta, thuis tegen HVC (0-0).
Hij pakte medio 1956 zijn trainersloopbaan weer op. Zijn grootste trainerssucces behaalde hij bij RVVH in 1967. De club uit Ridderkerk werd landskampioen bij de zaterdagamateurs..

## Clubstatistieken
| Seizoen   | Club                   | Land                   | Competitie                   | Competitie             | Competitie             | Beker                  | Beker                  | Internationaal         | Internationaal         | Overig                 | Overig                 | Totaal                 | Totaal                 |
| Seizoen   | Club                   | Land                   | Competitie                   | Wed.                   | Dlp.                   | Wed.                   | Dlp.                   | Wed.                   | Dlp.                   | Wed.                   | Dlp.                   | Wed.                   | Dlp.                   |
| --------- | ---------------------- | ---------------------- | ---------------------------- | ---------------------- | ---------------------- | ---------------------- | ---------------------- | ---------------------- | ---------------------- | ---------------------- | ---------------------- | ---------------------- | ---------------------- |
| 1935/36   | Sparta                 | Nederland              | Eerste klasse West I         | 1                      | 0                      | –                      | 0                      | 0                      | 0                      | 0                      | 0                      | 1                      | 0                      |
| 1936/37   | Sparta                 | Nederland              | Eerste klasse West II        | 18                     | 5                      | –                      | 0                      | 0                      | 0                      | 0                      | 0                      | 18                     | 5                      |
| 1937/38   | Sparta                 | Nederland              | Eerste klasse West I         | 17                     | 4                      | –                      | 0                      | 0                      | 0                      | 0                      | 0                      | 17                     | 4                      |
| 1938/39   | Sparta                 | Nederland              | Eerste klasse West I         | 18                     | 13                     | –                      | 0                      | 0                      | 0                      | 0                      | 0                      | 18                     | 13                     |
| 1939/40   | Sparta                 | Nederland              | Eerste klasse West II        | 13                     | 21                     | –                      | 0                      | 0                      | 0                      | 0                      | 0                      | 13                     | 21                     |
| 1940/41   | Sparta                 | Nederland              | Eerste klasse West I         | 18                     | 17                     | –                      | 0                      | 0                      | 0                      | 0                      | 0                      | 18                     | 17                     |
| 1941/42   | Sparta                 | Nederland              | Eerste klasse West II        | 18                     | 14                     | –                      | 0                      | 0                      | 0                      | 0                      | 0                      | 18                     | 14                     |
| 1942/43   | Sparta                 | Nederland              | Eerste klasse West I         | 18                     | 11                     | –                      | 0                      | 0                      | 0                      | 0                      | 0                      | 18                     | 11                     |
| 1943/44   | Sparta                 | Nederland              | Eerste klasse West I         | 16                     | 4                      | –                      | 0                      | 0                      | 0                      | 0                      | 0                      | 16                     | 4                      |
| 1944/45   | Geen competitie        | Geen competitie        | Geen competitie              | Geen competitie        | Geen competitie        | Geen competitie        | Geen competitie        | Geen competitie        | Geen competitie        | Geen competitie        | Geen competitie        | Geen competitie        | Geen competitie        |
| 1945/46   | Sparta                 | Nederland              | Eerste klasse West II        | 20                     | 11                     | –                      | 0                      | 0                      | 0                      | 0                      | 0                      | 20                     | 11                     |
| 1946/47   | Sparta                 | Nederland              | Eerste klasse West I         | 20                     | 13                     | –                      | 0                      | 0                      | 0                      | 0                      | 0                      | 20                     | 13                     |
| 1947/48   | Sparta                 | Nederland              | Eerste klasse West II        | 20                     | 7                      | –                      | 0                      | 0                      | 0                      | 0                      | 0                      | 20                     | 7                      |
| 1948/49   | Sparta                 | Nederland              | Eerste klasse West I         | 6                      | 2                      | –                      | 0                      | 0                      | 0                      | 6                      | 4                      | 12                     | 6                      |
| 1949/50   | Sparta                 | Nederland              | Eerste klasse West I         | 18                     | 17                     | –                      | 0                      | 0                      | 0                      | 0                      | 0                      | 18                     | 17                     |
| 1950/51   | Sparta                 | Nederland              | Eerste klasse D              | 8                      | 8                      | –                      | 0                      | 0                      | 0                      | 0                      | 0                      | 8                      | 8                      |
| 1950/51   | FC Nancy               | Frankrijk              | Ligue 1                      | 7                      | 1                      | 2                      | 0                      | 0                      | 0                      | 0                      | 0                      | 9                      | 1                      |
| 1951-1954 | Trainer bij BEC en ONA | Trainer bij BEC en ONA | Trainer bij BEC en ONA       | Trainer bij BEC en ONA | Trainer bij BEC en ONA | Trainer bij BEC en ONA | Trainer bij BEC en ONA | Trainer bij BEC en ONA | Trainer bij BEC en ONA | Trainer bij BEC en ONA | Trainer bij BEC en ONA | Trainer bij BEC en ONA | Trainer bij BEC en ONA |
| 1954/55   | Sparta                 | Nederland              | Eerste klasse D (afgebroken) | 1                      | 1                      | –                      | 0                      | 0                      | 0                      | 0                      | 0                      | 1                      | 1                      |
| 1954/55   | Sparta                 | Nederland              | Eerste klasse B              | 19                     | 6                      | –                      | 0                      | 0                      | 0                      | 0                      | 0                      | 19                     | 6                      |
| 1955/56   | Sparta                 | Nederland              | Hoofdklasse A                | 9                      | 1                      | –                      | 0                      | 0                      | 0                      | 0                      | 0                      | 9                      | 1                      |
| Totaal    | Totaal                 | Totaal                 | Totaal                       | 265                    | 156                    | 2                      | 0                      | 0                      | 0                      | 6                      | 4                      | 273                    | 160                    |